# Idaea elaphrodes
Idaea elaphrodes är en fjärilsart som beskrevs av Turner 1908. Idaea elaphrodes ingår i släktet Idaea och familjen mätare. Inga underarter finns listade i Catalogue of Life.